# نقد کتاب نیویورک تایمز
نقد کتاب نیویورک تایمز (انگلیسی: The New York Times Book Review) یک مجله هفتگی ضمیمه از نیویورک تایمز می‌باشد که صرفاً به نقد کتاب می‌پردازد.